# El Padre Verdades
El Padre Verdades fue un periódico editado en la ciudad española de León entre 1890 y 1894, en dos épocas.

## Descripción
Dirigido por el canónigo Antonio Fernández Vitácora, apareció en 1890 como periódico meramente católico y al poco se declaró carlista; llevaba, de hecho, el subtítulo de «periódico católico-carlista». Se publicaba en cuatro páginas de 50 por 35 centímetros y cuatro columnas, en la imprenta de los herederos de Ángel González. Navarro Cabanes asegura que llegó, en una segunda época, hasta el año 1894, con «grandes campañas». El director fue procesado en más de una ocasión y llegó a estar encarcelado durante catorce días, tras los que fue puesto en libertad previo pago de una fianza de cinco mil pesetas. Se publicaron un total de 152 números, hasta que la publicación cesó de forma definitiva el 1 de septiembre de 1894.